# Diadiplosis pseudococci
Diadiplosis pseudococci är en tvåvingeart som beskrevs av Ephraim Porter Felt 1933. Diadiplosis pseudococci ingår i släktet Diadiplosis och familjen gallmyggor. Inga underarter finns listade i Catalogue of Life.